# Der Rasenmäher-Hund
Der Rasenmäher-Hund (Originaltitel: Lawnmower Dog) ist die zweite Episode der ersten Staffel der Zeichentrickserie Rick and Morty. Sie wurde von Ryan Ridley geschrieben, während John Rice die Regie führte. Die Episode wurde erstmals am 9. Dezember 2013 auf Adult Swim ausgestrahlt, die deutsche Erstausstrahlung erfolgte am 7. Dezember 2014 auf TNT Serie. Rick und Morty planen Mortys Mathelehrer die Idee im Traum einzupflanzen, ihm in Mathe eine Eins zu geben, während Mortys Hund Schnuffel durch Ricks Zutun ein eigenes Bewusstsein entwickelt.

## Handlung
Jerry ist wegen der mangelnden Intelligenz von Mortys Hund Schnuffel verärgert, woraufhin Rick ein Gerät entwickelt, dass ihn zunächst nur so intelligent macht, dass er Kommandos aufs Wort befolgt und ihm aufgetragene Aufgaben bewältigen kann. In Ricks Garage teilt dieser Morty mit, dass er dessen Mathelehrer Mr. Goldenfold durch eine Inception die Idee einpflanzen möchte, Morty in Mathe eine Eins zu geben, sodass sie mehr Zeit für ihre Abenteuer hätten, da Morty keine Hausaufgaben mehr machen müsste.
Als sie bei Mr. Goldenfold eintreffen ist dieser vor dem Fernseher auf der Couch eingeschlafen, während er sich die Serie Mrs. Pancakes ansah. Rick und Morty dringen in Goldenfolds Traum ein, der gerade an Bord eines Flugzeugs ist und dort mit jener Mrs. Pancakes anbandelt. Als er die Eindringlinge bemerkt, eröffnet er aus dem Nichts das Feuer auf die beiden. Rick gibt seinem Enkel zu verstehen, dass man im Gegensatz zum Film Inception tatsächlich stirbt, wenn man in jemandes anderen Traumes getötet wird. Ähnlich wie im Film hat Goldenfold eine Art Schutz eingerichtet, die ihn vor Eindringlingen bewahrt. Nach kurzem, heftigen Schusswechsel öffnet Goldenfold die Flugzeugtür, wodurch sämtliche Insassen, bis auf ihn hinaus gesaugt werden. Er kann das Flugzeug landen und versucht mittels einer Rakete Rick und Morty zu töten, die noch im Fall notgedrungen eine Traumebene tiefer gehen und somit in Mrs. Pancakes Traum gelangen. 
In ihrem Traum findet eine Art bezarres Swingertreffen statt, bei dem zu Mortys Missfallen auch seine Schwester Summer eingeladen ist. Rick schließt daraus, dass Mr. Goldenfold wohl seine Traumkonstrukte auf den Traum von Mrs. Pancakes übertragen hat. Sie flüchten noch eine Ebene tiefer, indem sie in den Traum eines anwesenden Zentaurs eindringen. Daraufhin taucht plötzlich Scary Terry auf, der die beiden durch weitere Traumebenen jagt, dabei zu häufig das Wort Miststück benutzt und ihnen weißmacht, dass sie zwar wegrennen könnten, sich jedoch nicht verstecken können. Nach langer Jagd, schlägt Rick jedoch genau das Verstecken als einzigen Ausweg vor und Scary Terry muss nach sechs weiteren Traumstunden enttäuscht die Jagd aufgeben und einsehen, dass sie sich doch verstecken können. 
Bei den Smiths, hat Schnuffel derweil durch Ricks Gerät ein eigenes Bewusstsein, samt der menschlichen Sprache entwickelt, sieht im Fernsehen ausgerechnet, wie aus dem edlen Wolf der beste Freund des Menschen wurde und verlangt von Summer nächtens zu wissen, wo seine Hoden abgeblieben sind. Des Weiteren möchte er in Zukunft Schneeball genannt werden, da sein Fell flauschig und weiß sei. Er beginnt zusammen mit anderen Hunden, allesamt in mechanischen Roboteranzügen, die Menschheit zu versklaven. 
Zurück in der Traumwelt, erreicht Scary Terry genervt und deprimiert sein Haus, in welchem Ehefrau und der gemeinsame Sohn auf ihn warten. Rick und Morty folgten ihm und haben nun die Idee in Scary Terrys Traum einzudringen, um ihn dazu zu benutzen, die Traumebenen wieder hinauf zu kommen und Mr. Goldenfold zu bedrohen. Scary Terry hat in der Nacht einen Alptraum, da er vergessen hat für den Mathetest in der Scary-Schule zu lernen. Rick und Morty stehen ihm zur Seite und als er erwacht, zeigt er sich gegenüber den beiden als äußerst nett und ausgeglichen. Sie bleiben zum Frühstück, ehe sie wie geplant, die Traumebenen nach oben gelangen und Scary Terry jeweils, die anwesenden Personen in den jeweiligen Träumen tötet. Zurück in Mr. Goldenfolds Traum wird dieser von Scary Terry eingeschüchtert und erwacht daraufhin panisch auf seiner Couch. Durch die Ereignisse traumatisiert, will er Morty nun tatsächlich eine Eins in Mathe geben und stellt sich selbst als alleinigen Ideengeber dafür hin. 
Rick und Morty gelangen nach Hause und müssen feststellen, dass Schneeballs Hundearmee große Teile der Stadt versklavt haben. Besonders Morty ist darüber aufgebracht. Rick hat jedoch eine Idee, wozu er Morty Pillen nehmen lässt, die bei ihm zu einem Nierenversagen führen. Daraufhin ist zu sehen, wie Morty in schlechtem Zustand im Krankenhaus liegt und Schneeball mit allen Mitteln versucht, seinen einzigen menschlichen Freund zu retten. Daraufhin erwacht Schneeball und dem Zuschauer wird offenbart, dass Rick diese Idee in dessen Traum eingepflanzt hat, wodurch Schneeball realisiert, dass die Kolonisierung der Erde und Menschheit, mit ihrer Grausamkeit und ihrem Schmerz, nicht die Lösung ist und die Hunde sich daraufhin zu einem neuen Planeten aufmachen, auf welchem sie das Sagen haben, jedoch nicht bevor sich Morty und Schneeball verabschieden können und der Hund zu ihm sagt, dass er ihn weiterhin Schnuffel nennen darf. 
In einer Szene nach dem Abspann, sieht man Rick und Scary Terry in der Schule bei Mr. Scary Johnson sitzen, der verlangt, Mr. Scary Glenn genannt zu werden. Er wünscht sich, dass die Scarys im Gegensatz zu ihrer erschreckenden Natur, viel lieber erst einmal relaxen sollten. Sein Aussehen und Auftreten unterstreichen diese Forderung ungemein.

## Quoten
Bei der Premiere auf Adult Swim wurde die Episode von etwa 1,5 Mio. Menschen gesehen.

## Wissenswertes
- Der Titel der Episode ist eine Anspielung auf den Film Der Rasenmähermann (OT: The Lawnmower Man) aus dem Jahr 1992, in welchem einem geistig zurückgebliebenen Gärtner von einem Wissenschaftler erhöhte Intelligenz gegeben wird.
- Die Reise durch die Traumwelten basiert auf dem erfolgreichen Science-Fiction-Film Inception von Christopher Nolan aus dem Jahr 2010. So wird der Titel selbst mehrmals erwähnt und Morty korrigiert seinen Großvater an einer Stelle, als dieser meint, Inception ergebe keinen Sinn.
- Scary Terry ist eine Parodie auf Freddy Krueger, dem Gegenspieler aus der Nightmare-Filmreihe.

## Weblink
- Der Rasenmäher-Hund bei IMDb